# 東五九童・松葉蝶子
東五九童・松葉蝶子（あずまごくどう・まつばちょうこ）は、昭和期に活躍した、日本の漫才（夫婦漫才）のコンビ。

## 概要
- 五九童がカツラをかぶりお婆さんに扮した民間放送黎明期の公開ラジオ番組「ワンダフル婆ちゃん」（新日本放送=現在の毎日放送、1958年より専属契約される）が人気を博す。蝶子から頭をつっこまれて忘れた頃「痛いなぁもう、あんたのは後でこたえてかなわん」というギャグや、「あらいやだわぁ～」というギャグが人気があった。その他にも和妻の一種「金魚釣り」をやっていた。
- 2人は当時では珍しくアメリカへ6ヶ月間新婚旅行に行ったという。また芸人では珍しく自家用車を持っていた。
- 蝶子が一度引退した理由は五九童の浮気が理由で「私、煙草屋やる。あんたも何かやりや」と言い出し突然辞めたという。
- 民間放送黎明期の頃は人気があったが晩年になるとラジオ、テレビ、舞台の仕事も激減。五九童はビアガーデンで細々と司会をしていたという。1981年てんのじ村記念碑の建立をきっかけに芸界から去った。
- 主なネタには「私はジャズシンガー」「運と災難」「ボタンとリボン」等がありCD化もされている。(「実況録音 上方漫才黄金時代」に収録されている。)

## メンバー
- 東五九童（あずまごくどう、1901年8月9日 - 1988年3月1日）本名、井上 栄造。立ち位置は向かって左。

京都の生まれ、最初は歌舞伎の子役から喜劇俳優の曾我廼家蝶五郎の門下で曾我廼家瓢呂久の名前で7歳で京都の京都歌舞伎座で初舞台。名古屋の新劇一座で女形などをやるも喜劇に見切りを付け、東五九童の名前で漫才に転向し1933年に結婚、1965年に桜はるみ・東五九童、1966年に島川あゆみ・東五九童、紅田鶴子・東五九童、結局は蝶子をコンビとして復帰させた。関西演芸協会の副会長から都家文雄の後を受けて会長（後に相談役）を長らく続けた。吉本ヴァラエティに出演している。戦時中は東家五九童と名乗った。
コーヒーをこよなく愛していた。
晩年は島根県在住だった。
- 松葉蝶子（まつばちょうこ、1908年2月2日 - 1989年2月2日）本名、井上 久恵。立ち位置は向かって右。

兵庫県浜坂町の生まれ、小学校卒業後、玉子屋や万歳寄席小屋に奉公に出たが席亭勧めで藤間流の日本舞踊で本名の井上久恵の名前で舞台に立っていた、1933年に五九童と結婚しコンビを組んだ。一度引退したが五九童の誘いでコンビを復帰させた。

## 出演番組
現在の毎日放送の前身新日本放送時代には専属であったため多くのラジオテレビに出演。
- 「お笑い横丁」
- 「ワンダフルおばあちゃん」（戎橋松竹からの中継番組）
- 「お笑い三洋亭」（東五九童と浮世亭夢若と共演）

## 元相方
松葉蝶子、香島ラッキー、桜はるみ、島川あゆみ、紅田鶴子などと次々コンビを変えた。

## 註
1. ↑  東 五九童 コトバンク - 典拠は日外アソシエーツ『新撰 芸能人物事典 明治～平成』（2010年）
2. ↑  フラワーショウの華あやめ
3. ↑  守住田鶴子